# دون ماني
دون ماني (بالإنجليزية: Don Money)‏ هو لاعب كرة قاعدة أمريكي، ولد في 7 يونيو 1947 في واشنطن العاصمة في الولايات المتحدة.

## وصلات خارجية
- دون ماني على موقع دوري كرة القاعدة الرئيسي (الإنجليزية)
- دون ماني على موقع الدوري الياباني لكرة القاعدة (الإنجليزية)
- دون ماني على موقعبيزبول رفرنس.كوم (الدوري الرئيسي) (الإنجليزية)
- دون ماني على موقعبيزبول رفرنس.كوم (الدوري الثانوي) (الإنجليزية)
- دون ماني على موقع إي إس بي إن.كوم (أم.أل.بي) (الإنجليزية)
- دون ماني على موقع مشجعي الرسوم البيانية (الإنجليزية)